# Serena Armstrong-Jones
Serena Alleyne Armstrong-Jones, Condessa de Snowdon (nascida: Stanhope; Limerick, 1 de março de 1970) é uma aristocrata anglo-irlandesa, Ela é notória por ser ex-esposa do David Armstrong-Jones, 2.º Conde de Snowdon, nora da princesa Margarida do Reino Unido, Condessa de Snowdon, que é o sobrinho da rainha Elizabeth II do Reino Unido.

## Biografia e educação
A honorável Serena Alleyne Stanhope nasceu na cidade de Limerick, localizada na Irlanda, filha do então Charles Stanhope, Visconde Petersham e sua esposa a socialite Virginia Freeman-Jackson.
Em 1983, os seus pais se divorciaram quando ela tinha 13 anos.
Serena tem um irmão maior: o William Henry Leicester Stanhope (nascido em 14 de outubro de 1967). Através de seu pai, ela é descendente do filho ilegítimo do rei Carlos II da Inglaterra, o Henry FitzRoy, 1º duque de Grafton, que a torna uma prima distante de Lady Diana Spencer, Princesa de Gales, da família aristocrática britânica Spencer e de outros membros da família real britânica.
Serena passou a maior parte de sua infância entre o bairro inglês Chelsea com o pai e a namorada do pai e, mais tarde, com a esposa Anita Howard, condessa de Suffolk, e Mônaco com a mãe.
Ela foi para a Escola de Santa Maria, Wantage, onde foi descrita como "mais interessada em lacrosse do que em latim". Depois de deixar a Escola de Santa Maria, ela estudou arte na Itália. Ela também frequentou uma escola de acabamento na Suíça.
Em abril de 2009, se não tivesse se casado com o até então David Armstrong-Jones, Visconde Linley, teria recebido o título de Lady Serena Stanhope, uma vez que seu pai recebeu o título elevado de Charles Stanhope, 12º Conde de Harrington.

## Carreira
Em 1989, ingressou na Sotheby's como trainee. Ela então trabalhou como publicitária de Giorgio Armani até agosto de 1993, dois meses antes de se casar com o até então David Armstrong-Jones, Visconde Linley.
A condessa, então viscondessa Linley, tinha a sua própria loja chamada "Serena Linley Provence". A loja foi fechada em 2014.

## Casamento e filhos
Stanhope casou-se com o até então David Armstrong-Jones, Visconde Linley, filho da princesa Margarida do Reino Unido, Condessa de Snowdon e único sobrinho da rainha Elizabeth II do Reino Unido em 8 de outubro de 1993 na Igreja de Santa Margarida, localizada em Westminster na Inglaterra. Eles se conheceram quando seu pai contratou David para projetar uma mesa de jantar em nogueira para a sua casa em Chelsea.
Havia 650 convidados presentes, incluindo Elton John, a Diana Spencer, Princesa de Gales, Jerry Hall, Aga Khan e ex-rei Constantino da Grécia. Além disso, havia um número estimado de 5.000 espectadores nas ruas. O seu anel de noivado de diamante e aliança de casamento são de Wartski. Ela usava um vestido de US$ 9.000 desenhado pelo estilista Bruce Robbins, conhecido por a sua semelhança com o vestido de noiva de Norman Hartnell, da princesa Margarida do Reino Unido, em 1960, e "The Lotus Tiara", que foi emprestado por sua sogra, a princesa Margarida. Sua roupa de despedida foi desenhada por Robinson Valentine.
Serena e David têm dois filhos juntos:
- Charles Patrick Inigo Armstrong-Jones, visconde Linley; nascido em 1 de julho de 1999, no Portland Hospital, na cidade de Londres; foi um ex-pajem de ajuda da rainha Elizabeth II do Reino Unido.[12][13]
- Lady Margarita Elizabeth Rose Alleyne Armstrong-Jones; nascida em 14 de maio de 2002, no Hospital Portland, na cidade de Londres; foi uma das damas de honra no casamento real do seu primo o príncipe William de Gales e Catherine Middleton em 2011.[14]

Em 2017, quando David Armstrong-Jones se tornou oficialmente o 2º Conde de Snowdon, Serena se tornou a condessa de Snowdon consorte.
Em fevereiro de 2020, ela e o conde de Snowdon se separaram e um porta-voz confirmou que eles vão se divorciar.

## Títulos e estilos
- 01 de março de 1970 — 08 de outubro de 1993: A Honorável Serena Alleyne Stanhope (título ganho por ter nascido filha de um visconde britânico)
- 08 de outubro de 1993 —  13 de janeiro de 2017: Viscondessa Linley (título ganho pelo casamento com o até então herdeiro David Armstrong-Jones, Visconde Linley)
- 13 de janeiro de 2017 — presente: A Muito Honorável A Condessa de Snowdon (título ganho após o seu marido virar David Armstrong-Jones, 2º Conde de Snowdon)